# Миллер, Скотт
Скотт Миллер (англ. Scott Miller, род. 21 февраля 1975) — австралийский пловец, чемпион мира и призёр Олимпийских игр.
Скотт Миллер родился в 1975 году в Сиднее. В 1994 году он завоевал две золотых медали Игр Содружества, а в 1995 году — золотую и две серебряных медали чемпионата мира по плаванию на короткой воде. На Олимпийских играх 1996 года он стал обладателем серебряной и бронзовой медалей.
По возвращении в Австралию Скотт Миллер был отчислен из Австралийского Института Спорта за постоянные пропуски тренировок. В конце 1997 года его тест на марихуану дал положительный результат, и Международная федерация плавания в 1998 году на два месяца отстранила его от участия в соревнованиях. Вернувшись к соревнованиям, он не смог пройти отбор для участия в Олимпийских играх 2000 года. В 2008 году полиция обнаружила при обыске у Скота Миллера наркотики, оружие и крупную сумму денег.